# Godfred Hartmann
Fritz Godfred Hartmann (født 24. juli 1913 i København, død 7. februar 2001) var en dansk forlægger og forfatter. Han var gift med kunsthistorikeren Sys Hartmann.
Hartmann blev student fra Østersøgades Gymnasium i 1933. I årene 1935-1939 udannede han sig på forlaget Gyldendal og i London, New York og Stockholm. Derefter opbyggede han sammen med Niels Helweg-Larsen forlaget Thaning & Appel. Bl.a. udgav forlaget den erotiske 1700-talsroman Fanny Hill af John Cleland. Det førte til en retssag mod forlaget. I 1968 stoppede Godfred Hartmann på Thanning & Appel og vendte tilbage til Gyldendal som forlagsredaktør indtil 1980.
Som forfatter debuterede han i 1963 og skrev derefter en række erindringsbøger og bøger med et historisk fokus.
Godfred Hartmann var 6. generation i Danmark af Hartmann-slægten, idet han var tip-tip oldebarn af Johann Hartmann, der kom til Danmark i 1761. Slægten har siden gjort sig gældende inden for både musik og andre kunstarter.

## Værker
- Også en slags rejsende (1963)
- Sig nu pænt goddag (1974 – Erindringer om forfatterens barndom i 1920'ernes København i kvarteret omkring den "pæne" ende af Dr. Tværgade)
- De må gerne sige du (1976 – Erindringer om forfatterens barndom i 1920'ernes København kvarteret omkring den "pæne" ende af Dr. Tværgade)
- Christian (1977 – Skildring af Christian den Fjerde på godt og ondt hans omgivelser hans samtid og hans liv som konge og menneske)
- Genbrug (1978 – Causerende kronikker tidligere bragt i dagblade fra 1964 til 1978)
- Nordsjællandsrejsen (1978 – Om egnen ved Hornbæk, Horneby, Havreholm, Esrom, Grib Skov, Fredensborg, Tikøb, Gurre, Hellebæk, Dronningmølle, Gilleleje, Tisvilde, Tibirke og Asserbo)
- Kongens børn (1981 – Om Christian den IV's børn med hovedvægt på Leonora Christina)
- Til London (1982 – Beskrivelse af slentreture til kendte og ukendte steder i 12 områder i det gamle London)
- Henne om hjørnet – og andre uhøjtidelige beretninger om rejser og strejftog (1984 – Essays med motiver fra bl.a. barndommens gader samt rejser i udlandet og hjemme)
- Urania (1989 – Om mennesket Tyge Brahe (1546-1601) bag den rige lensmand og berømte astronom, der på Hven udforskede himmelrummet men som skuffet og bitter forlod Danmark og levede sine sidste år i nærheden af Prag)
- Der er nok at se til (1990 – Forfatteren fortæller om sin flytning fra København til Vallø og i små glimt beretter han om sin nye hverdag samt om ture rundt på Sjælland)
- Gode Dronning (1993 – Om den svenske konge Gustaf III's dronning Sophie Magdalene (1746-1813) og hendes ulykkelige skæbne)
- Hilsen fra min kuglepen (1994)
- I delfinens tegn (1996 – Erindringer om Godfred Hartmanns liv blandt forfattere kunsthistorikere og kunstnere der færdedes på forlaget Thaning & Appel fra 1940'erne til 1960'erne)
- Med ledsager (1998 – 15 uhøjtidelige bagateller til natbordet)